# Olivier Assayas
Olivier Assayas (París, 25 de gener de 1955) és un guionista, director i crític de cinema francès.

## Biografia
Era fill del guionista i director de cinema francès Raymond Assayas, àlies Jacques Rémy (1911 –1981), i de la seva esposa. El seu pare era jueu d'origen italià i la seva mare era d'origen hongarès i religió protestant. Assayas va començar la seva carrera en la indústria del cinema ajudant al seu pare. Escrivia guions per a programes de televisió en els quals el seu pare participava quan la seva salut es va ressentir. En una entrevista de 2010, Assayas va afirmar que les seves principals influències polítiques quan creixia eren Guy Debord i George Orwell. Parlant de l'aixecament de maig de 1968 per a enderrocar al general de Gaulle, Assayas en la mateixa entrevista va declarar: «Jo estava marcat per la política de maig del 68, però per a mi maig del 68 va ser un aixecament antitotalitari. El teatre Odéon ocupat, havien creuat banderes, negres i vermelles, i jo estava del costat de l'element negre.»
Es va casar amb l'actriu de cinema d'Hong Kong Maggie Cheung en 1998 i es van divorciar en 2001, encara que la seva relació li va permetre rodar noves pel·lícules. Més tard es va casar amb l'actriu i directora Mia Hansen-Løve. Es van conèixer quan Hansen-Løve, de disset anys, va protagonitzar el llargmetratge de Assayas a l'agost de 1998.

## Trajectòria
Va fer el seu debut en 1986, després de dirigir alguns curtmetratges i escriure per a la revista de cinema més influent, Cahiers du Cinéma. La seva pel·lícula Cold Water va ser projectada en la secció Un certain regard del 47è Festival Internacional de Cinema de Canes.
El seu major èxit fins avui ha estat Irma Vep, protagonitzada per l'estrella d'Hong Kong Maggie Cheung, en la qual el director fa un homenatge al director de cinema francès Louis Feuillade i, en general, al minoritari cinema d'Hong Kong. Mentre treballava en la revista Cahiers du Cinéma, Assayas va escriure amb admiració sobre els directors de cinema europeus que admira, però també sobre els directors de cinema asiàtics, una mica menys coneguts. Una de les seves pel·lícules, HHH: Un retrat de Hou Hsiao-Hsien, és un documental sobre el cineasta taiwanès Hou Hsiao-Hsien.
Va dirigir i va col·laborar en el guió de la minisèrie televisiva francesa de 2010, Carlos, sobre la vida del terrorista Ilich Ramírez Sánchez. L'actor veneçolà Édgar Ramírez va guanyar el César al millor actor revelació en 2011 per la seva actuació com Carlos.
En 2011, va ser membre del jurat de la competició principal a 64è Festival Internacional de Cinema de Canes.
La seva pel·lícula de 2012, Something in the air, va ser seleccionada per a competir pel Lleó d'Or a la 69a Mostra Internacional de Cinema de Venècia. Assayas va guanyar el premi Osella al millor guió a Venècia.
La seva pel·lícula de 2014, Clouds of Sils Maria, va ser seleccionada per a competir per la Palma d'Or en la secció oficial del 67è Festival Internacional de Cinema de Canes. Sils Maria va guanyar el Premi Louis Delluc i va obtenir sis nominacions als premis César, incloent-hi Millor Pel·lícula, Millor Director i Millor Guió Original. La pel·lícula va guanyar un César a la millor actriu secundària per a l'actriu estatunidenca Kristen Stewart.
En 2022 Assayas va dirigir una adaptació de la seva pel·lícula "Irma Vep" en una sèrie d'igual nom, que consta de vuit capítols, protagonitzada per Alicia Vikander.

## Compromisos
El setembre de 2018, arran de la renúncia de Nicolas Hulot, va signar amb Juliette Binoche la plataforma contra l'escalfament global titulada "Le plus grand défi de l'histoire de l'humanité", que va aparèixer a la portada del diari Le Monde, amb el títol La convocatòria de 200 personalitats per salvar el planeta.

## Filmografia
Assagista, antic redactor de Cahiers du Cinéma, és autor d'obres dedicades al cinema d'Hong Kong, Ingmar Bergman, Kenneth Anger i Guy Debord (Une adolescence dans l'après-Mai, 2005).
| Any  | Títol                                         | Direcció | Direcció  | Notes |
| Any  | Títol                                         | Director | Guionista | Notes |
| ---- | --------------------------------------------- | -------- | --------- | --- |
| 1978 | Nuit féline                                   |          | Sí        | Curtmetratge |
| 1979 | Copyright                                     | Sí       |           | Curtmetratge |
| 1980 | Rectangle - Deux chansons de Jacno            | Sí       |           | Curtmetratge |
| 1980 | Scopitone                                     | Sí       | Sí        | Curtmetratge |
| 1982 | Étoiles et toiles                             |          | Sí        | TV serie documental |
| 1982 | Laissé inachevé à Tokyo                       | Sí       | Sí        | Curtmetratge |
| 1984 | Winston Tong en studio                        | Sí       |           | Curtmetratge documental |
| 1985 | Rendez-vous                                   |          | Sí        | |
| 1985 | Passage secret                                |          | Sí        | |
| 1986 | L'Unique                                      |          | Sí        | |
| 1986 | Scene of the Crime                            |          | Sí        | |
| 1986 | Désordre                                      | Sí       | Sí        | |
| 1987 | Avril brisé                                   |          | Sí        | |
| 1989 | L'Enfant de l'hiver                           | Sí       | Sí        | |
| 1990 | Filha da Mãe                                  |          | Sí        | |
| 1991 | Paris s'éveille                               | Sí       | Sí        | Premio Jean Vigo |
| 1993 | Une nouvelle vie                              | Sí       | Sí        | |
| 1994 | L'Eau froide                                  | Sí       | Sí        | Telefilm |
| 1994 | Tous les garçons et les filles de leur âge... | Sí       | Sí        | Sèrie de televisió |
| 1996 | Irma Vep                                      | Sí       | Sí        | |
| 1997 | Cinéma, de notre temps                        | Sí       | Sí        | TV, sèrie documental (Episodi: HHH - Un portrait de Hou Hsiao-hsien) |
| 1998 | Man Yuk: A Portrait of Maggie Cheung          | Sí       |           | Curt documental |
| 1998 | Fin août, début septembre                     | Sí       | Sí        | |
| 1998 | Alice et Martin                               |          | Sí        | |
| 2000 | Els destins sentimentals                      | Sí       | Sí        | Nominada Festival de Canes- Palma d'Or |
| 2002 | Demonlover                                    | Sí       | Sí        | Nominada Festival de Canes- Palma d'Or |
| 2004 | Clean                                         | Sí       | Sí        | Nominada Festival de Canes- Palma d'Or |
| 2006 | Paris, je t'aime                              | Sí       | Sí        | Festival de Canes. Secció: "Quartier des Enfants Rouges" |
| 2006 | Metric                                        |          | Sí        | Vídeo documental |
| 2006 | Noise                                         | Sí       |           | Documental |
| 2007 | Boarding Gate                                 | Sí       | Sí        | |
| 2007 | Chacun son cinéma                             | Sí       | Sí        | Festival de Canes. Secció: "Recrudescence" |
| 2007 | Stockhausen / Preljocaj Dialogue              | Sí       |           | TV documental |
| 2008 | Eldorado                                      | Sí       |           | TV documental |
| 2008 | L'hora d'estiu                                | Sí       | Sí        | Premi Boston Society of Film Critics a la millor pel·lícula en llengua estrangera Premi de l'Associació de Crítics de Cinema de Los Angeles a la millor pel·lícula estrangera National Society of Film Critics Award for Best Foreign Language Film Nova York Film Critics Circle Award for Best Foreign Language Film Premi del Cercle de Crítics de Cinema de Nova York a la millor pel·lícula estrangera Toronto Film Critics Association Award for Best Foreign Language Film |
| 2010 | Carlos (miniserie)                            | Sí       | Sí        | Globes de Cristal Award for Best Television Film or Television Series Los Angeles Film Critics Association Award for Best Director Satellite Award for Best Miniseries Nominada —César al millor director Nominada —Premi del Cinema Europeu al millor director Nominada —Lumières Award for Best Film Nominada —Lumières Award for Best Director Nominada —Primetime Emmy Award for Outstanding Directing for a Miniseries, Movie or a Dramatic Special                          |
| 2012 | Després del maig                              | Sí       | Sí        | Festival de Cinema de Venècia -Golden Osella al millor guió original Festival de Cinema de Venècia - Premi Fondazione Mimmo Rotella Nominada —Festival de Venècia- Lleó d'Or |
| 2014 | Els núvols de Sils Maria                      | Sí       | Sí        | Premi Louis Delluc Nominada — Cannes Film Festival - Palma d'Or Nominada — César Award for Best Film Nominada — César Award for Best Director Nominada — César Award for Best Original Screenplay |
| 2016 | Personal Shopper                              | Sí       | Sí        | 69è Festival Internacional de Cinema de Canes - Premi al millor director |
| 2017 | Basada en fets reals                          |          | Sí        | |
| 2018 | Doubles Vies                                  | Sí       | Sí        | |
| 2019 | Wasp Network                                  | Sí       | Sí        | |
| 2022 | Irma Vep                                      | Sí       | Sí        | |